# 酒巻導水路
酒巻導水路（さかまきどうすいろ）は、埼玉県行田市を流れる導水路。

## 概要
1932年（昭和7年）に開削された。
福川から取水し、伏せ越しで北河原用水と交差し、行田市斎条付近の星川で合流するが、斎条堰で再び流路を分かち、忍川に流れる。全長約6.5 km。
行田市桜町で玉野用水が分水している。
斎条堰は、1932年竣工で開削当時のまま現存する。

## 橋梁
上流側より記載
- 埼玉県道59号羽生妻沼線
- 北原用水路
- 野畑大橋
- 野畑中橋
- 野畑下橋
- 埼玉県道362号上中条斎条線
- 埼玉県道199号行田市停車場酒巻線

- この間星川 -
- 行田市和田で星川より分流 -
- 和田橋（埼玉県道128号熊谷羽生線） - 2024年現在、架け替え工事中
- 谷脇橋
- 梵天橋
- 新谷郷橋（国道125号）
- 八ッ島橋（人道橋）
- 名称不明
- 新長郷橋
- 赤堀橋 - 新長郷橋の約50 m下流側に架かっていた
- 長郷橋
- 栄橋
- 花見橋